# Ciclooctadieno
El ciclooctadieno (a veces abreviado COD) es un dieno cíclico con la fórmula C8H12. Centrándose sólo en los derivados cis, hay cuatro isómeros posibles: el 1,2-, que es un aleno; y los derivados 1,3-,  1,4- y 1,5-. 
Los isómeros más comunes son el 1,3-ciclooctadieno y el 1,5-ciclooctadieno, que se utiliza como un ligando para los metales de transición. El 1,5-ciclooctadieno es un líquido obtenido al producir resinas y se puede destilar a 151 °C.